# Хадин (озеро)
Хадин (тув. …) – озеро у Тандинському кожууні, Республіки Тива, Росія, розташовано на північ від озера Чагитай. У перекладі з тувинської означає береза.

## Основні дані
На відміну від Чагитая озеро напівсолене, його соленість складає 13 %. Воно розташовано у Тувинській котловині, зі всіх сторін оточено пагорбами. Довжина озера складає 6 кілометрів, ширина також 6 км, середня глибина до 2 метрів. Площа водяної поверхні озера складає 31,6 км кв, висота над рівнем моря 707 м
Хадин – слабо мінералізоване озеро, вода має здебільшого хлоридно-сульфатно-натрієвий склад. Раніше на березі озера був пансіонат, де лікували різноманітні хвороби, однак він давно зруйнований.

## Береги

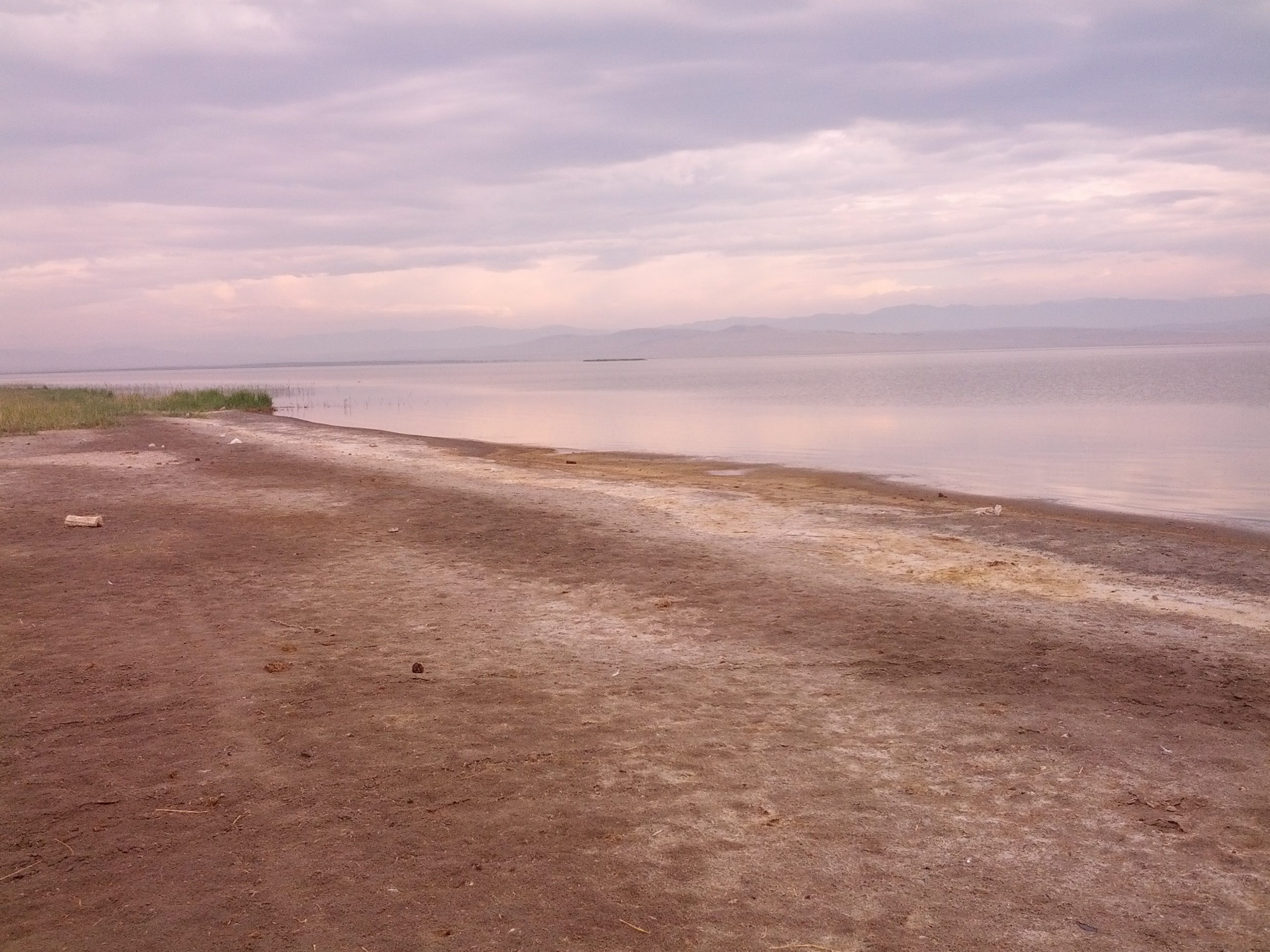
Озеро Хадин

Береги в основному піщані, вкриті де-не-де травою а також білими від солі ділянками ґрунту. З південного берега в озеро впадає невелика річка Хадин яка живить озеро. Саме там розташований березовий гай, який дав назву озеру. Поклади пластичної грязі із запахом сірководню знайдені у північних затоках озера. Товщина шару грязі складає 0,4-0,9 метри.

## Природа
Риби в озері немає взагалі, однак тут водяться качки, гуси та кулики. Хадин – одна зі 169 ключових орнітологічних територій азійської частини Росії, які визнані BirdLife International як міжнародні. Вздовж південного берегу розташовані плавні які є місцем гніздування птахів. Особливе значення озеро набуває у період осінніх та весняних перельотів птахів, які занесені у Червону книгу.

## Цікавий факт
Приємною особливістю озера є те, що в околицях озера вкрай мала кількість кровосисних комах.